# Elisabeth Moss
Pour les articles homonymes, voir Moss.
Elisabeth Moss (/əˈlɪzəbəθ mɑs/), née le 24 juillet 1982 à Los Angeles (Californie), est une actrice, productrice et réalisatrice britannico-américaine.
Elle est révélée par les seconds rôles de Zoey Bartlett dans la série politique À la Maison-Blanche (1999-2006) puis de Peggy Olson dans la série dramatique Mad Men (2007-2015).
Elle confirme en tête d'affiche avec le rôle de Robin Griffin dans la mini-série policière Top of the Lake (2013-2017) puis avec le rôle de June Osborne dans la série dystopique The Handmaid's Tale : La Servante écarlate (depuis 2017).
Au cinéma, elle joue dans plusieurs films, aux genres variés. On la retrouve notamment dans American Trip (2010), Listen Up Philip (2014), The One I Love (2015) ou encore en tête d’affiche de Invisible Man (2020) et Next Goal Wins (2023).

## Biographie
Elisabeth Singleton Moss, née le 24 juillet 1982 à Los Angeles en Californie, est la fille de Ronald Charles Moss, un Britannique originaire de Birmingham, et de Linda Ekstrom, une Américaine d’origine suédoise, tous deux musiciens. Elle prend des cours de danse classique à New York et à Washington afin de devenir professeure de danse, puis décide de prendre des cours de comédie à domicile pour entamer une carrière d'actrice. Elle apparaît à 8 ans pour la première fois à la télévision en 1990, dans la mini-série Lucky/Chances.

### Révélation télévisuelle (1999-2013)

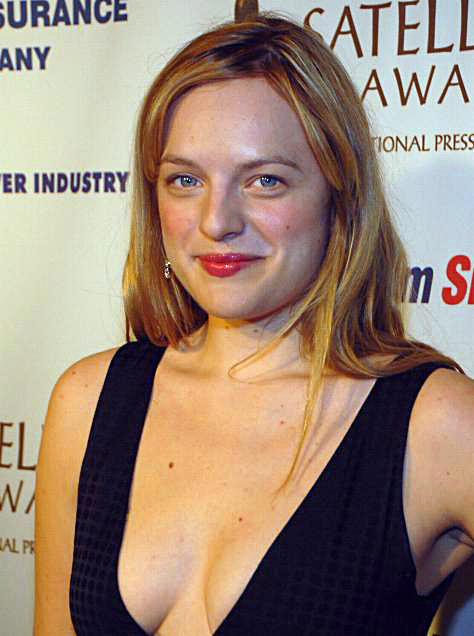
L'actrice aux International Press Academy’s 12th Annual Satellite Awards (décembre 2007).

Elisabeth Moss est révélée à l'âge de 17 ans par son interprétation de Zoey Bartlet, la fille du président des États-Unis dans la série politique À la Maison-Blanche. Elle joue ce personnage récurrent entre 1999 et 2005. Parallèlement, elle multiplie les apparitions dans les séries et quelques films de cinéma, notamment Ma mère, moi et ma mère, Une vie volée, Les Disparues et Virgin, dans lequel elle décroche son premier rôle principal.
À la rentrée 2005, elle obtient un rôle récurrent dans la série fantastique Invasion, qui ne dépasse cependant son unique saison de 22 épisodes. Toujours pour la télévision, l'actrice fait de nombreuses apparitions dans les séries à succès New York, section criminelle, Grey's Anatomy, Médium et Ghost Whisperer.
En 2007, elle accède à une reconnaissance critique internationale, en incarnant Peggy Olson dans la série dramatique renommée Mad Men. Ce personnage s'impose comme la figure féminine majeure de la série au cours de ses sept saisons. Elle est nommée aux Emmy Awards chaque année, entre 2009 et 2013.

### Consécration (depuis 2013)
En 2013, alors que la série s'approche de sa conclusion, Elisabeth Moss se tourne vers d'autres projets : en incarnant l'héroïne de la mini-série Top of the Lake de Jane Campion, un autre succès critique qui lui vaut plusieurs nominations, et le Golden Globe de la Meilleure Actrice. Puis en portant des films indépendants audacieux et salués : en 2014 le drame conceptuel The One I Love de Charlie McDowell, et en 2015, le thriller Queen of Earth.
Elle accepte aussi des rôles secondaires dans des projets plus collectifs : en 2014, elle joue dans la comédie dramatique Listen Up Philip, et le drame Meadowland. Les deux films sont acclamés par la critique.
En 2015, elle passe à des projets commercialement plus ambitieux : le biopic politique Truth, aux côtés de Cate Blanchett et Robert Redford, puis le thriller de science-fiction High-Rise, avec Tom Hiddleston et Jeremy Irons. Les deux films reçoivent des critiques correctes, mais déçoivent commercialement.
En 2017 l'actrice gagne le statut d'actrice de premier plan. À la télévision, elle revient tout d'abord pour la seconde saison de Top of the Lake: China Girl qui lui permet de clore l'histoire de Robin Griffin. Surtout, elle est la tête d'affiche de la série dystopique The Handmaid's Tale : La Servante écarlate. Les critiques sont excellentes et sa performance lui vaut l'Emmy Award et le Golden Globe de la meilleure actrice dans une série télévisée dramatique. Au cinéma, elle joue un important second rôle dans The Square, film international de Ruben Östlund qui remporte la Palme d'or au festival de Cannes.
En 2019, elle est à l'affiche de Les Baronnes, une adaptation d'un comic book qui suit les aventures d'un groupe de femmes de mafieux. Réalisé par Andrea Berloff, elle y partage la vedette aux côtés de la nouvelle révélation comique aux États-Unis, Tiffany Haddish et Melissa McCarthy.
Après son rôle dans Us, Moss poursuit dans le genre de l’épouvante avec le thriller psychologique Invisible Man. Elle brille dans son interprétation d’une victime que personne ne croit. Ce film d'horreur joue avec les codes du genre pour aborder les violences faites aux femmes.
Son jeu est à nouveau salué pour la série Shining Girls, aux côtés de Jamie Bell et Wagner Moura, où elle incarne une cible d'un tueur en série, repartant sur ses traces via son emploi dans un journal local,.

### Vie privée

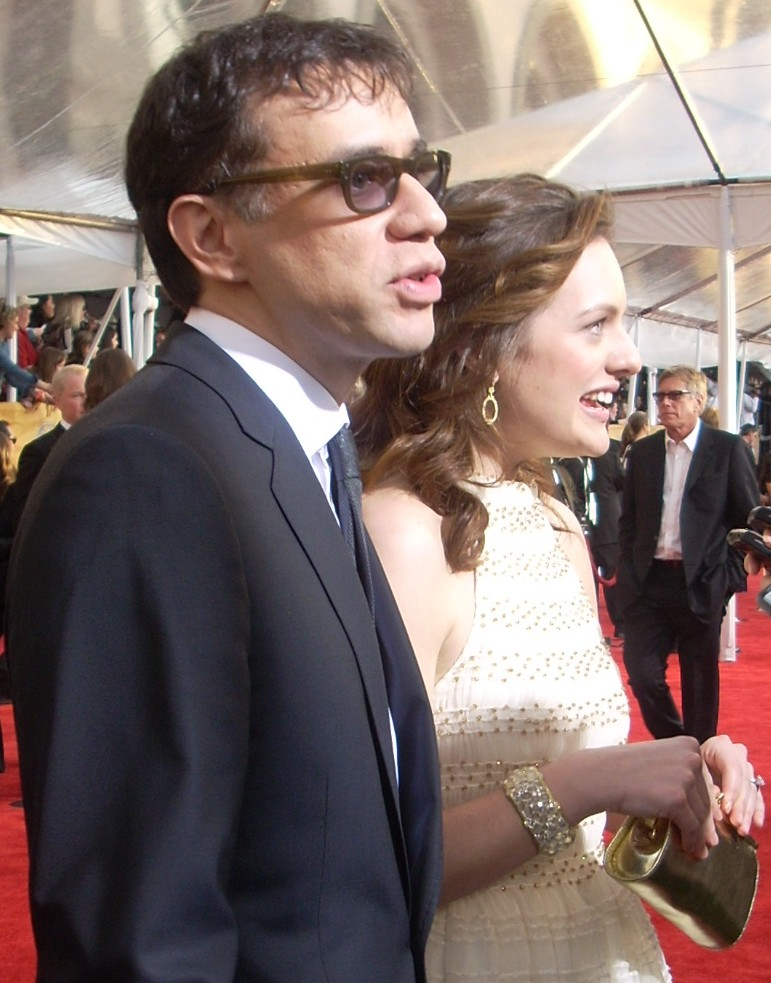
L'actrice avec son ex-mari Fred Armisen aux 15th Screen Actors Guild Awards (janvier 2009).

Elisabeth Moss est membre de la scientologie. Elle possède la double nationalité américaine et britannique. Mariée à l'acteur Fred Armisen d'octobre 2009 à septembre 2011, elle fréquente depuis 2012 Adam Arkapaw, le directeur de la photographie, rencontré sur le tournage de Top of the Lake,.

## Filmographie

### Cinéma

#### Longs métrages
- 1991 : Suburban Commando de Burt Kennedy : Petite fille
- 1994 : Imaginary Crimes d'Anthony Drazan : Greta Weiler
- 1995 : Présumée Coupable (Separate Lives) de David Madden : Ronni Beckwith
- 1995 : L'Ultime Souper (The Last Supper) de Stacy Title : Jenny Tyler
- 1997 : Secrets (A Thousand Acres) de Jocelyn Moorhouse : Linda
- 1999 : The Joyriders (en) de Bradley Battersby (en) : Jodi
- 1999 : Mumford de Lawrence Kasdan : Katie Brockett
- 1999 : Ma mère, moi et ma mère (Anywhere But Here) de Wayne Wang : Rachel
- 1999 : Une vie volée (Girl, Interrupted) de James Mangold : Polly "Torch" Clark
- 2002 : West of Here de Peter Masterson : Cherise
- 2002 : Heart of America d'Uwe Boll : Robin Walters
- 2003 : Temptation de Kim Caviness : Wind/Morgan
- 2003 : Virgin de Deborah Kampmeier : Jessie Reynolds
- 2003 : Les Disparues (The Missing) de Ron Howard : Anne
- 2005 : Bittersweet Place d'Alexandra Brodsky : Paulie Schaffer
- 2007 : Day Zero de Bryan Gunnar Cole : Patricia
- 2008 : The Attic (en) de Mary Lambert : Emma Callan
- 2008 : El Camino d'Erik S. Weigel : Lily
- 2008 : New Orleans, Mon Amour de Michael Almereyda : Hyde
- 2009 : Où sont passés les Morgan ? (Did you Hear about the Morgans?) de Marc Lawrence : Jackie Drake
- 2010 : A Buddy Story (en) de Marc Erlbaum : Susan Adams
- 2010 : American Trip (Get Him to the Greek) de Nicholas Stoller : Daphné Binks
- 2011 : The Pack d'Alyssa Rallo Bennett : Diana Whelan
- 2012 : Freeway et nous (Darling Companion) de Lawrence Kasdan : Grace Winter
- 2012 : Sur la route (On the Road) de Walter Salles : Galatea Dunkel
- 2014 : Listen Up Philip d'Alex Ross Perry : Ashley Kane
- 2014 : The One I Love de Charlie McDowell : Sophie
- 2015 : Queen of Earth d'Alex Ross Perry : Catherine Hewitt
- 2015 : Dans la brume du soir de Reed Morano : Shannon
- 2015 : Truth : Le Prix de la vérité (Truth) de James Vanderbilt : Lucy Scott
- 2015 : High-Rise de Ben Wheatley : Helen Wilder
- 2016 : The Free World de Jason Lew : Doris Lamb
- 2016 : Outsider (Chuck) de Philippe Falardeau : Phyliss
- 2017 : Mad to Be Normal (en) de Robert Mullan (en) : Angie Wood
- 2017 : The Seagull de Michael Mayer (en) : Masha
- 2017 : The Square de Ruben Östlund : Anna
- 2018 : The Old Man and The Gun de David Lowery : Dorothy
- 2019 : Us de Jordan Peele : Kitty Tyler
- 2019 : Les Baronnes (The Kitchen) d'Andrea Berloff : Claire Walsh
- 2019 : Light of My Life de Casey Affleck : la mère
- 2019 : Her Smell d'Alex Ross Perry : Becky
- 2020 : Invisible Man (The Invisible Man) de Leigh Whannell : Cecilia Kass
- 2020 : Shirley de Josephine Decker : Shirley Jackson
- 2021 : The French Dispatch de Wes Anderson : Alumna
- 2023 : Une équipe de rêve (Next Goal Wins) de Taika Waititi
- 2024 : Shell de Max Minghella : Samantha

#### Courts métrages
- 1998 : Angelmaker de Zev Berman : Petite Turcott
- 2007 : They Never Found Her de Claude Kerven : Anna
- 2007 : Honored de Stephanie Fischette : Katie
- 2014 : Couples Therapy de Danny Jelinek : Sophie
- 2016 : Tokyo Project de Richard Shepard : Claire

### Télévision

#### Téléfilms
- 1990 : Bar Girls d'Eric Laneuville : Robin
- 1992 : Midnight's Child de Colin Bucksey (en) : Christina
- 1993 : Gypsy d'Emile Ardolino : Baby Louise
- 1995 : Le Mystère de la montagne ensorcelée (en) de Peter Rader : Anna
- 1995 : Naomi & Wynonna: Love Can Build a Bridge (en) de Bobby Roth : Ashley Judd adolescente
- 1999 : Les Fugueurs de James Lapine : Mindy
- 2001 : Spirit de Michael Slovis (en) : Kelly

#### Séries télévisées
- 1990 : Poker d'amour à Las Vegas (mini-série) : Lucky
- 1991 : Anything But Love (en) (1 épisode)
- 1993 : Johnny Bago : Agnes (1 épisode)
- 1995 : Un drôle de shérif : Cynthia Parks (7 épisodes)
- 1995 : Freakazoid! : Kathy (1 épisode)
- 1999-2006 : À la Maison-Blanche : Zoey Bartlet
- 2003 : The Practice : Bobby Donnell et Associés : Jessica Palmer (1 épisode)
- 2005 : New York, cour de justice : Katie Nevins (1 épisode)
- 2005 : Invasion : Christina (5 épisodes)
- 2006 : New York, section criminelle : Rebecca Colemar (saison 5, épisode 22)
- 2007-2015 : Mad Men : Peggy Olson
- 2007 : Grey's Anatomy : Nina Rogerson (1 épisode)
- 2007 : Médium : Haley Heffernan (1 épisode)
- 2007 : Ghost Whisperer : Nikki Drake (1 épisode)
- 2008 : Fear Itself : Danny Bannerman (1 épisode)
- 2009 : Mercy Hospital : Lucy Morton (1 épisode)
- 2013 : Top of the Lake (mini-série) : Robin Griffin
- 2017 : Top of the Lake: China Girl (mini-série) : Robin Griffin
- 2017-2025 : The Handmaid's Tale : La Servante écarlate : June / Defred / Dejoseph
- 2022 : Shining Girls : Kirby
- 2024 : The Veil : Imogen Salter

### Animation
- 1992 : Frosty Returns, téléfilm de Bill Meléndez et Evert Brown : Holly
- 1993 : Batman, série télévisée : Kimberly "Kimmy" Ventris (1 épisode)
- 1993 : Le Voyage d'Edgar dans la forêt magique, film de Charles Grosvenor (en) : Michelle
- 1993 : Animaniacs, série télévisée : Katrina (1 épisode)
- 1993 : Recycle Rex, court-métrage de Howard E. Baker
- 1996 : It's Spring Training, Charlie Brown (en), téléfilm de Sam Jaimes : Joueuse
- 2011 : Green Lantern : Les Chevaliers de l'Émeraude, film de Christopher Berkeley, Lauren Montgomery et Jay Oliva : Arisia Rrab
- 2013 : Les Simpson, série télévisée : Gretchen (1 épisode)

## Théâtre
- The Children's Hour (en) (22 janvier 2011 - 7 mai 2011) dans le rôle de Martha Dobie

## Distinctions

### Récompenses
- Screen Actors Guild Awards 2009 : Meilleure distribution d'une série dramatique pour Mad Men
- Screen Actors Guild Awards 2010 : Meilleure distribution pour Mad Men
- Critics' Choice Television Awards 2013 : Meilleure actrice dans une mini-série ou un téléfilm pour Top of the Lake
- Festival de télévision de Monte-Carlo 2014 : Meilleure actrice dans une mini-série pour Top of the Lake
- Golden Globes 2014 : Meilleure actrice dans une mini-série ou un téléfilm pour Top of the Lake
- Satellite Awards 2014 : Meilleure actrice dans une mini-série ou un téléfilm pour Top of the Lake
- Primetime Emmy Awards 2017 : Primetime Emmy Award de la meilleure actrice dans une série télévisée dramatique pour The Handmaid's Tale : La Servante écarlate
- Golden Globes 2018 : Meilleure actrice dans une série dramatique pour The Handmaid's Tale : La Servante écarlate
- Critics' Choice Movie Awards 2018: Meilleure actrice dans une série dramatique pour The Handmaid's Tale : La Servante écarlate
- Satellite Awards 2018 : Meilleure actrice dans une série télévisée dramatique ou une série de genre pour The Handmaid's Tale : La Servante écarlate

### Nominations
- Screen Actors Guild Awards 2008 : Meilleure distribution d'une série dramatique pour Mad Men
- Primetime Emmy Awards 2009 : Meilleure actrice dans une série dramatique pour Mad Men
- Satellite Awards 2009 : Meilleure actrice dans une série dramatique pour Mad Men
- Screen Actors Guild Awards 2009 : Meilleure actrice dans une série dramatique pour Mad Men
- Festival de télévision de Monte-Carlo 2010 : Meilleure actrice dans une série dramatique pour Mad Men
- Primetime Emmy Awards 2010 : Meilleure actrice dans un second rôle dans une série dramatique pour Mad Men
- Satellite Awards 2010 : Meilleure actrice dans un second rôle dans une série télévisée pour Mad Men
- Critics' Choice Television Awards 2011 : Meilleure actrice dans une série dramatique pour Mad Men
- Festival de télévision de Monte-Carlo 2011 : Meilleure actrice dans une série dramatique pour Mad Men
- Golden Globes 2011 : Meilleure actrice dans une série dramatique pour Mad Men
- Primetime Emmy Awards 2011 : Meilleure actrice pour Mad Men
- Screen Actors Guild Awards 2011 : Meilleure distribution et Meilleure actrice dans une série dramatique pour Mad Men
- Critics' Choice Television Awards 2012 : Meilleure actrice dans une série dramatique pour Mad Men
- Primetime Emmy Awards 2012 : Meilleure actrice dans une série dramatique pour Mad Men
- Critics' Choice Television Awards 2013 : Meilleure actrice dans une série dramatique pour Mad Men
- Primetime Emmy Awards 2013 : Meilleure actrice dans une mini-série pour Top of the Lake et Meilleure actrice dans une série dramatique pour Mad Men
- Screen Actors Guild Awards 2013 : Meilleure distribution pour Mad Men
- Screen Actors Guild Awards 2014 : Meilleure actrice dans une mini-série ou un téléfilm pour Top of the Lake
- Primetime Emmy Awards 2015 : Meilleure actrice dans une série dramatique pour Mad Men
- Screen Actors Guild Awards 2016 : Meilleure distribution pour Mad Men
- Primetime Emmy Awards 2018: Meilleure actrice dans une série télévisée dramatique pour The Handmaid's Tale : La Servante écarlate
- Satellite Awards 2018: Meilleure actrice dans une mini-série ou un téléfilm pour Top of the Lake: China Girl
- Screen Actors Guild Awards 2018: Meilleure actrice dans une série dramatique pour The Handmaid's Tale : La Servante écarlate
- Critics' Choice Movie Awards 2019: Meilleure actrice pour The Handmaid's Tale : La Servante écarlate
- Golden Globes: Meilleure actrice dans une série dramatique pour The Handmaid's Tale : La Servante écarlate
- Primetime Emmy Awards 2019: Meilleure actrice dans une série télévisée dramatique pour The Handmaid's Tale : La Servante écarlate
- Satellite Awards 2019: Meilleure actrice dans une série télévisée dramatique ou une série de genre pour The Handmaid's Tale : La Servante écarlate
- Screen Actors Guild Awards 2019: Meilleure actrice dans une série dramatique pour The Handmaid's Tale : La Servante écarlate
- Primetime Emmy Awards 2021: Meilleure actrice dans une série télévisée dramatique pour The Handmaid's Tale : La Servante écarlate|The Handmaid's Tale: La Servante écarlate
- Saturn Awards 2021: Meilleure actrice pour Invisible Man
- Golden Globes 2022 : Meilleure actrice dans une série télévisée dramatique pour The Handmaid's Tale: La Servante écarlate
- Screen Actors Guild Awards 2022 : Meilleure actrice dans une série télévisée dramatique pour The Handmaid's Tale: La Servante écarlate

## Voix françaises
En France, Anne Dolan est la voix régulière d'Elisabeth Moss. Natacha Muller et Sylvie Jacob l'ont doublée respectivement à trois reprises chacune.
Au Québec, elle est principalement doublée par Mélanie Laberge.